# ヘンゼルとグレーテル (オペラ)
『ヘンゼルとグレーテル』（Hänsel und Gretel ）は、ドイツの作曲家エンゲルベルト・フンパーディンクの作曲した全3幕のオペラである。

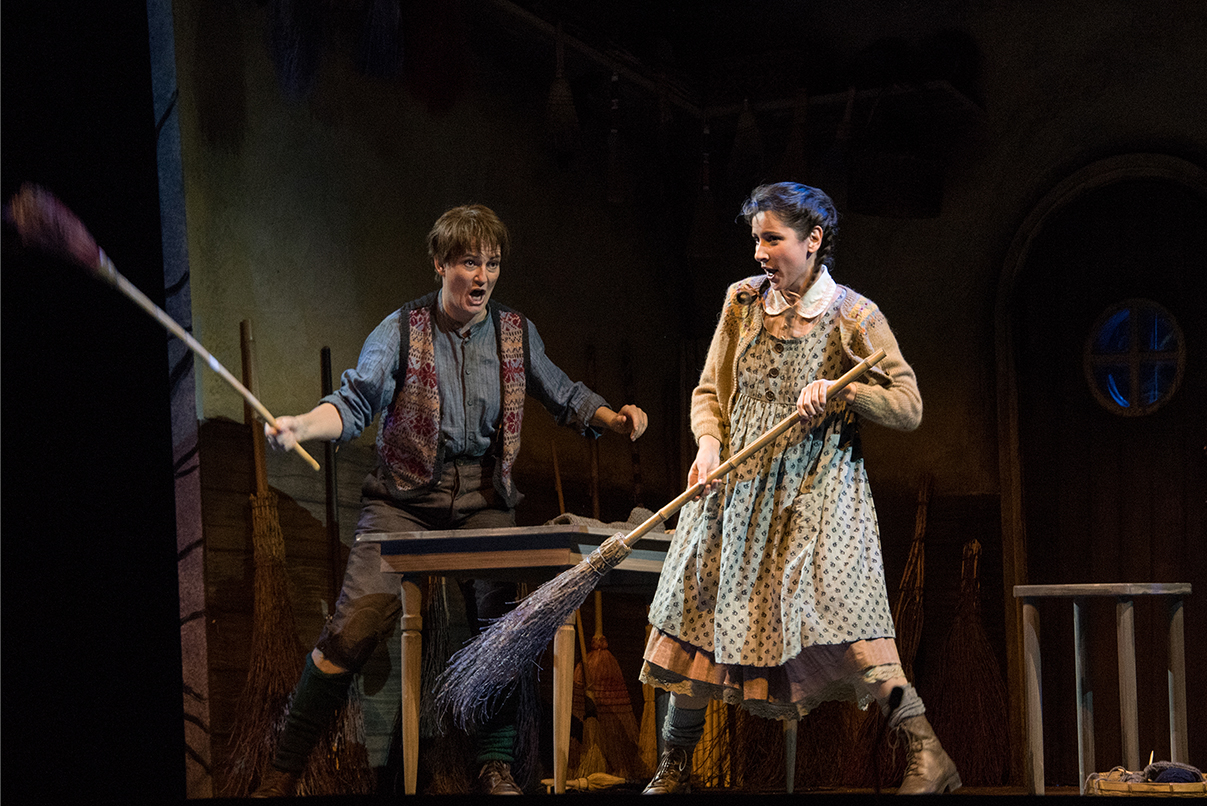
ウィーン国立歌劇場の
ダニエラ・シンドラム（ヘンゼル）とイレアナ・トンカ（グレーテル）（2015年）

原作は有名なグリム童話『ヘンゼルとグレーテル』である。台本は作曲者の妹であるアーデルハイト・ヴェッテで、はからずも題材と同じ兄妹コンビとなった。1891年から1892年にかけてフランクフルトで作曲され、1893年12月23日にヴァイマルにて初演、後にロンドンやニューヨークでも公演された。フンパーティンクの代表作であり、ワーグナー以後・リヒャルト・シュトラウス（本作の初演を指揮）以前のドイツ・オペラを代表する作品といわれる。また、ワーグナー以後に多く現れたメルヘン・オペラの代表的な作品ともされる。特にドイツ圏では今なお上演回数上位に位置する人気作であり、英米でも比較的人気が高い。

## 登場人物
- ヘンゼル（メゾソプラノ）　森で迷う兄妹の兄
- グレーテル（ソプラノ）　兄妹の妹
- ペーター（バリトン）　箒職人で兄妹の父
- ゲルトルート（メゾソプラノ）　兄妹の母
- お菓子の魔女（メゾソプラノ）　魔法でおびき寄せた子供たちを捕まえ食べてしまう悪い魔女。男性（テノール）が演じることもある。
- 眠りの精（ソプラノ）　森の妖精。兄妹を眠りにつかせる。
- 露の精（ソプラノ）　森の妖精。兄妹の目を覚まさせる。眠りの精と同じ歌手によって演じられる場合もある。

## あらすじ
原作であるグリム童話とは異なる設定が多い。最大の改変は母親が口やかましいが善良な性格の実母になっている点で、そのため、ほぼ全面的なハッピーエンディングの物語である。

### 第1幕
貧しいほうき職人の夫婦ペーターとゲルトルート、2人の子供のヘンゼルとグレーテルが住んでいた。ある日、留守番をしていた兄妹が言いつけられた仕事に飽き、遊んでいるところにゲルトルートが帰宅する。子供たちが仕事もせずに遊んでいることに腹を立てたゲルトルートは、ヘンゼルにお仕置きをしようとして、ミルクの入ったつぼを割ってしまう。唯一の食料がなくなり困ったゲルトルートは、子供たちを森へいちごを摘みに行かせる。
ペーターが食料をたくさん持って、陽気に歌いながら帰宅し、ゲルトルートは機嫌を直す。しかし、子供たちが森へ行ったことを知ったペーターが、森にはお菓子の魔女が住んでいて子供を捕まえて食べてしまうと語り、2人は森へ子供たちを捜しに行く。

### 第2幕
森の奥で兄妹は道に迷って帰れなくなり、日が暮れかかる。眠りの精が2人を眠らせてしまう。

### 第3幕
露の精のおかげで兄妹が目を覚ますと、魔女が魔法で作ったお菓子の家が現れる。家の中から出てきた魔女に2人は捕まり、食べられそうになるが、機転を利かせて逆に魔女を退治する。すると魔法により閉じ込められていた他の子供たちも助け出され、兄妹は両親と再会する。

## 評価
作曲者フンパーディンクは、一時ワーグナーの下で働いていたこともあり、その影響を大きく受けている。フンパーディンクはこの作品により独立した作曲家としての地位と名声を手にしたが、この作品は随所にあるワーグナー風の作曲手法と、それに対して軽快で明るい魅力を持っている。作曲家本人は冗談でこの曲を「子供部屋神聖祝典劇」()と呼んだことがある。
欧米ではクリスマスなどに子供連れの観客向けに上演されることが多く、そのため読み替え演出が主流のドイツでも過激な解釈は控えられがちである。原語上演主義の劇場で訳詞上演されるケースがあるのも同じ理由である。
グレーテルはおそらく主要なオペラでは最年少ヒロインで、基本的に若いソプラノが歌うことが多いが、やはりドイツオペラで若手の持ち役である「魔笛」の夜の女王と共にレパートリーとする歌手も多く（こちらは成人の娘を持つ悪役にもかかわらず）、ルチア・ポップ、エディタ・グルベローヴァ、ディアナ・ダムラウら、両方をレコードや映像に残している（しかもグレーテルの方が後であることが多い）スターがかなりいる。